# IV. Philipposz makedón király
IV. Philipposz (ógörögül: Φίλιππος), (?, i. e. 4. század – Elateia, i. e. 296) makedón király az Antipatrida-dinasztiából i. e. 297/296-ban.

## Élete
Kasszandrosz makedón király legidősebb fia volt. Édesapja halála után került a trónra i. e. 297-ben. Uralkodásáról kevés dokumentum maradt fenn, valószínűleg csak hónapokig uralkodott, belekeveredett a görög városállamok kisebb háborúiba. Rövid uralkodás után hunyt el még i. e. 297-ben vagy 296-ban. 
A trónon fivére, I. Antipatrosz követte.